# Andrej Sládkovič

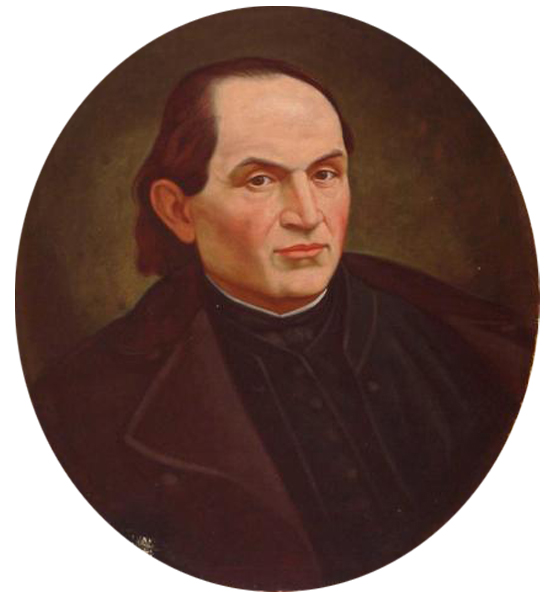
Andrej Sládkovič

Andrej Sládkovič, eg. Braxatoris, född 30 mars 1820 i Krupina, död 20 april 1872 i Radvaň vid Banská Bystrica, var en slovakisk skald. 
Sládkovič blev 1847 evangelisk präst i Hrochoť, men måste efter revolutionsåret flytta till Radvaň. Hans första större lyrisk-episka dikt Marina (1846) är påverkad dels av Aleksandr Pusjkins "Eugen Onegin", dels av Ján Kollárs "Slávas dotter", med patriotisk-erotiskt innehåll. 
Sládkovičs förnämsta verk är den episka dikten Detvan (1853), som innehåller folkskildringar med naturbilder. Av patriotiskt innehåll med panslavistisk färg är även de berättande dikterna Milica (1858) med motiv från Serbien, Svätomartiniáda (1861) och Gróf Mikuláš Šubić Zrínsky na Sihoti (1866). Hans samlade dikter utgavs 1899 i två band med biografisk och litteraturhistorisk inledning av J. Škultetý. Jämte Pavol Országh Hviezdoslav ansågs Sládkovič som den främste skalden bland slovakerna. 

## Eftermäle
Asteroiden 4781 Sládkovič är uppkallad efter Andrej Sládkovič.